# Гындул Мыцей
Группа образована в Кишиневе в 1996 году. Музыканты Gыndul Мыцеi имеют высшее музыкальное образование и познакомились друг с другом, будучи студентами кишиневской Академии искусств. И лишь вокалист группы Нику Цэрнэ и барабанщик Мамба знают друг друга с первого класса. Первый концерт коллектива состоялся 18 мая 1996 года на сцене местного Дома культуры.
Много экспериментируя со звучанием, Gыndul Мыцеi в итоге пришли к хардкору с обилием этнических и джазовых вкраплений. Поскольку Нику Цэрнэ работал в театре и был задействован в детских спектаклях, группа часто писала музыку для этих постановок. Так в их репертуаре появилась эпическая песня «Балаур» — о молдавском Змее Горыныче.
Первоначально коллектив ориентировался исключительно на молдавскую аудиторию. Но потом их стали все чаще приглашать на гастроли в Румынию, Францию, Германию, Италию, Финляндию и другие страны. В результате в их творчестве стали появляться песни на английском языке. Путевку в шоу-бизнес Gыndul Мыцеi дал записанный в Румынии альбом «Cu Gandul La Ea» («С мыслями о ней»).
Покорение России группа начала в 2004 году с помощью компании Gala Records. В клубе «16 Тонн» 19 мая 2004 года музыканты представили свой первый российский релиз «Ла Чокана», название которому дал криминальный район Кишинева. Часть песен пластинки были перепеты на русском. Например, скоростная панк-композиция «Don’t Tell Me Why» в адаптированном виде стала именоваться «Песенка про Колю». Радиостанции покоряли лирические композиции «Это любовь» и «Письмо». На последнюю был снят клип, в котором музыканты на лодках спасали некую мистическую девушку.
В 2005 году российские новостные агентства распространили информацию о том, что Gыndul Мыцеi готовят музыкальную интерпретацию романа Курта Воннегута «Колыбель для кошки», на обложке которой будут изображены человечки, плетущие нить судьбы. Судьба этой работы не известна, но идея этого оформления использована во втором российском альбоме молдаван «Комета», представленном в клубе «16 Тонн» 28 февраля 2007 года. Звучание альбома оказалось мягче и компромисснее, нежели саунд пластинки «Ла Чокана». Может быть, поэтому особого успеха в России «Комета» не имела.
По информации, распространяемой в первой половине 2013 года, Нику Цэрнэ работал ведущим на одном из молдавских каналов, а Gыndul Мыцеi подготовили очередной альбом, дата релиза которого доподлинно неизвестна.

## Состав группы
Нику — вокал
Ярик — гитара
Сергей — бас
Мамба — ударные
Игорь — клавишные
Гена — труба

## Дискография
«Alveen Lee» (2000, молдавский релиз)
«Cu Gandul La Ea» (2003, румынский релиз)
«Ла Чокана» (2004, российский релиз)
«Ghem In Ghem» (2005, румынский релиз)
«Комета» (2007, российский релиз)
«In Profil» (2008, румынский релиз)
« Generatia In Blugi» (2014, румынский релиз)